# 中国人民解放军陆军合成第十旅
合成第十旅（英語：10th Combined Arms Brigade），又称“夜老虎旅”，是中国人民解放军陆军第七十二集团军下辖的一个重型合成旅，驻地江苏省苏州市。

## 概述

### 坦克第十师
该旅前身为1967年8月成立的坦克第十师，在整个七十年代均为“简编坦克师”，装备轻型坦克与两栖坦克，成立之初下辖：
- 坦克第三十七团（前独立坦克第四团，装备63式水陆坦克）
- 坦克第三十八团（前坦克自行火炮第二八四团，装备63式水陆坦克）
- 坦克第三十九团（前坦克自行火炮第二八六团，装备62式轻型坦克）

1976年初，该师经历第一次大规模编制改革，第三十七和第三十八团被调出分别改制为陆军第一军和陆军第六十军坦克团。南京军区独立坦克第二团和第三团调入为第三十七团和第三十八团。1982年，坦十师成立炮兵团与装甲步兵团。1985年陆军第六十军和坦克第三十八团被裁撤，六十军坦克团（先前调出的第三十八团）重新回到坦十师编制中为坦克第三十八团。1985年12月三十八团抽调驾驶技师徐如国和63式水陆装甲输送车1辆参加中国南极乔治岛长城站物资运输和车辆战术技术耐寒试验任务，1986年5月完成任务归建。
1998年军改前，坦克第十师下辖：
- 坦克第三十七团（装备63式水陆坦克）
- 坦克第三十八团（装备63式水陆坦克）
- 坦克第三十九团（装备62式轻型坦克）
- 装甲步兵团（装备77式兩棲裝甲輸送車、86式步兵战车）
- 炮兵团（装备66式152毫米加榴炮、59式130毫米加农炮和63式107毫米火箭炮）

### 装甲第十师
1998年，装甲第十师装甲步兵团被拆分成3个机械化步兵营分别分入各个坦克团，坦克团改称装甲团。编制如下：
- 装甲第三十七团
- 装甲第三十八团
- 装甲第三十九团
- 炮兵团

此编制一直保持至2011年装十师被拆分。自成立之初，装甲第十师及其前身一直都是长江以南唯一的一个师级装甲部队。而其长期装备大量两栖坦克的事实也使其被认为是首批登陆台湾的装甲部队之一。
第三十七团也是中国人民解放军陆军的第一支专业化的“蓝军部队”。

### 装甲第十旅/合成第十旅
2011年装甲第十师拆分出其一半的营组成机械化步兵第一七八旅，余部改编为装甲第十旅，2017年整编为重型合成旅。

## 沿革
参考资料：
| 部隊番號   | 使用時期                 |
| ---------- | ------------------------ |
| 坦克第十师 | 1968年9月10日-1998年10月 |
| 装甲第十师 | 1998年10月-2011年12月    |
| 装甲第十旅 | 2011年12月-2017年2月     |
| 合成第十旅 | 2017年2月至今            |